# Hugo de Avranches

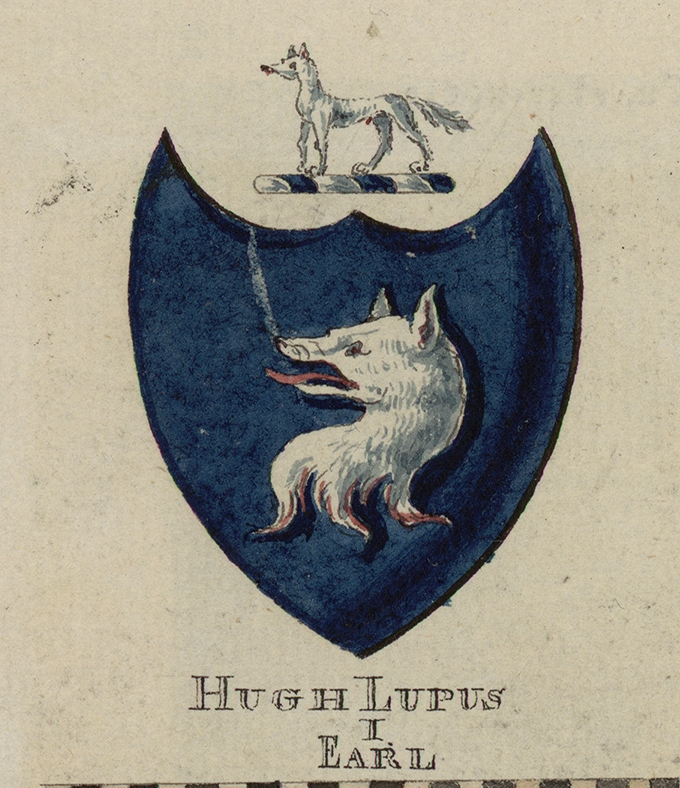
Armas de Hugo 'Lupus, el primer conde de Chester

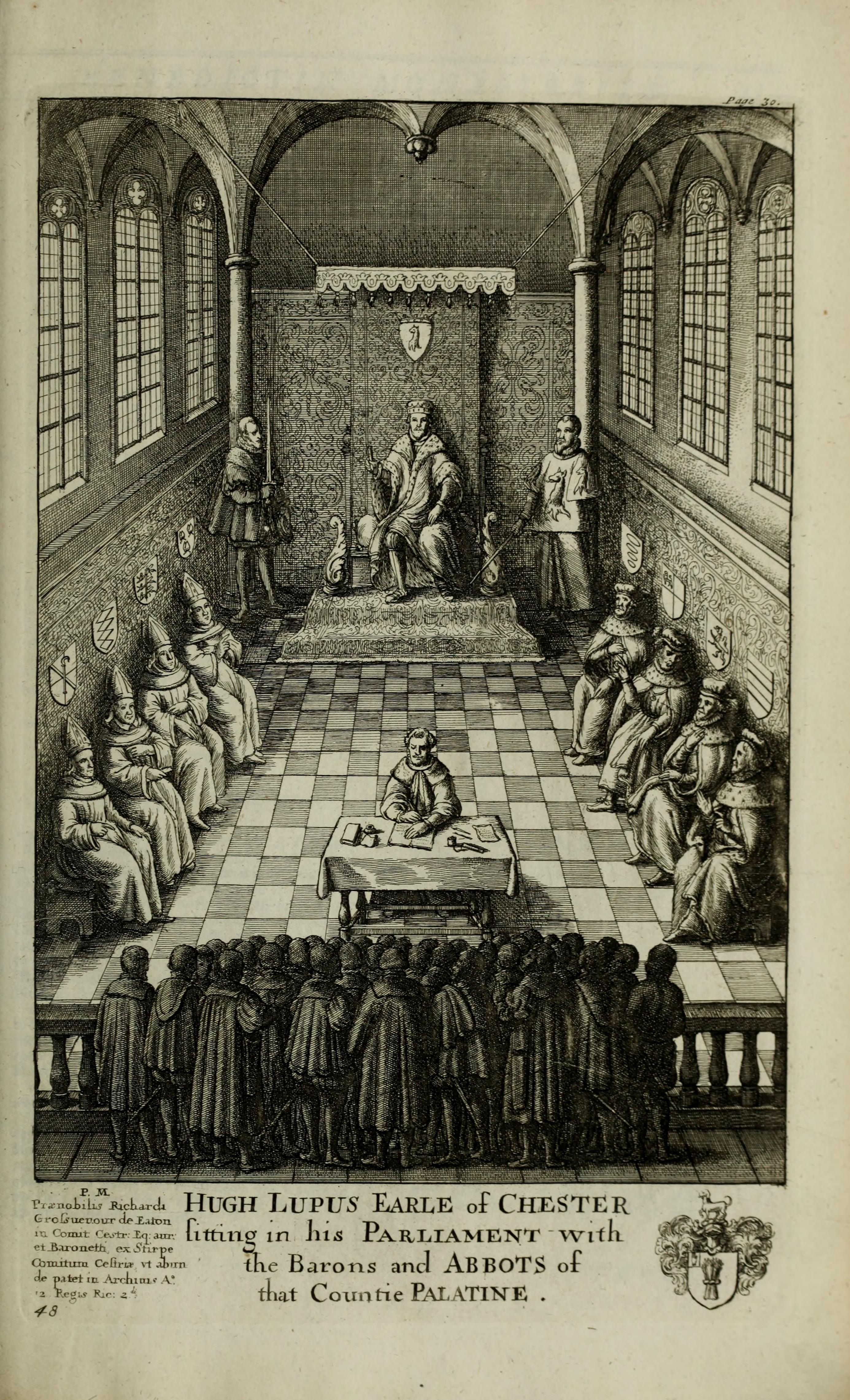
«Hugh Lupus, Earle de Chester, sentando en su parlamento con los barones y abades de aquel Countie Palaciegos»'. Grabado de 1718, edición de William Dugdale Monasticon Anglicanum

Hugo de Avranches (en inglés: Hugh d'Avranches (ca. 1047-27 de julio de 1101), también conocido como Hugo el Gordo (en inglés: Hugh the Fat; en francés: Hugues le Gros) o Hugo el Lobo (en inglés: Hugh the Wolf; en latín: Hugo Lupus), fue conde de Chester (de 2.ª creación) y uno de los grandes magnates de la Inglaterra normanda.

## Primeros años y carrera
Hugo de Avranches nació alrededor de 1047, hijo de Richard Goz, vizconde de Avranches. Su madre está identificada como Emma de Conteville; aun así, C.P. Lewis, autor de la entrada «Hugh» en el Diccionario de la Biografía Nacional Oxford, declara que la identificación fue hecha «con base en pruebas insatisfactorias» y que su madre es desconocida.
Hugo heredó de su padre grandes propiedades, no solo en el Avranchin sino diseminadas por toda Normandía occidental. El Avranchin está localizado en la península de Cotentin, al norte de Francia, justo al este de monte Saint-Michel; está entre las áreas ilegalmente concedidas por el tratado de Santo-Clair-sur-Epte a Normandía por el reino de Francia que anteriormente habían pertenecido al ducado de Bretaña.
Hugo se convirtió en un importante consejero de Guillermo II de Normandía. Su padre contribuyó con sesenta barcos a la invasión normanda de Inglaterra, y pudo haber estado presente en Senlac Hill en 1066, a pesar de que no hay ninguna evidencia. Su padre quedó en Normandía, tanto para proteger el ducado como por estar enfermo, así que Hugo pudo haber sido su representante en la batalla de Hastings.

## Conde de Chester
A Hugo se le encomendó el castillo de Tutbury en Staffordshire después de que Guillermo se convirtiera en rey de Inglaterra. En 1071, Gerbod el Flamenco, conde de Chester fue hecho prisionero en la batalla de Cassel en Francia. Aprovechando las circunstancias, el rey declaró su título vacante, dando a Hugo el condado (de segunda creación). El nuevo conde recibió también poderes palaciegos, dada la ubicación estratégica de Cheshire frente a las Marcas galesas. Con la promoción de Hugo, Tutbury y sus tierras circundantes fueron entregadas a Enrique de Ferrières, que también había luchado en la batalla de Hastings. En 1082, Hugo sucedió a su padre como vizconde d'Avranches.
Durante su vida, el conde fundó las abadías benedictinas de Sainte-Marie-et-Santo-Sever, en Saint-Sever-Calvados (Normandía) y de St. Werburgh, en Chester, y realizó dontaciones a favor de la abadía de Whitby, en Yorkshire del Norte.
Hugo permaneció leal a Guillermo II durante la rebelión de 1088 y posteriormente sirvió a Enrique I como uno de sus principales consejeros en la corte.

### Baronías del condado de Chester
Hugo tuvo ocho barones normandos como vasallos que gestionaban su territorio. Parece ser que al principio se planteó la idea de un consejo de doce nobles barones normandos que Hugo debía buscar y solicitar su presencia, incluso que fue el mismo rey Guillermo quien le persuadió para que no fueran menos en número, prometiendo otorgarles competencias en el reino. Por algún motivo se redujo el consejo a ocho.
- Robert FitzHugh, barón de Malpas. Hijo natural de Hugo de Avranches.[5]
- Richard de Vernon, barón de Shipbrooke. Hijo de Guillermo de Vernon.
- William de Malbank, barón de Nampwich.
- William Fitz Nigel, barón de Halton. Hijo de Néel de Cotentin.
- Hamon de Massey, barón de Dunham. Hijo de Guillermo de la Ferté-Macé.
- Gilbert de Venables, barón de Kinderton.
- Hugo Fitz Norman, barón de Hawarden. Hijo de Eustace de Montaut.[6]
- Nicholas de Stockport, barón de Stockport.

## Gales
Hugo pasó mucho de su tiempo luchando con sus vecinos en Gales. Junto con su primo Robert de Rhuddlan sometió buena parte del norte de Gales. Inicialmente Robert de Rhuddlan mantuvo el nordeste de Gales como vasallo de Hugo. Aun así, en 1081 Gruffydd ap Cynan, rey de Gwynedd fue capturado a través de la traición de uno de sus hombres en un encuentro cerca de Corwen. Gruffydd fue encarcelado por Hugo en su castillo en Chester, pero fue Robert el que se apoderó de su reino, tomándolo del rey. Cuando Robert murió durante un ataque galés en 1093 Hugo ocupó esas tierras, convirtiéndose en el gobernante de la mayor parte del norte de Gales, pero perdió Anglesey y mucho del resto de Gwynedd en la revuelta galesa de 1094, dirigida por Gruffydd ap Cynan, que había huido de su cautividad.

## Invasión noruega
En el verano de 1098 Hugo unió fuerzas con Hugo de Shrewsbury, en un intento de recuperar sus pérdidas en Gwynedd. Gruffudd ap Cynan retrocedió a Anglesey, pero fue forzado a huir a Irlanda cuando una flota que había contratado a los daneses de Irlanda cambió de bando. La situación dio un vuelto con la llegada de una flota noruega bajo el mando de Magnus III de Noruega, también conocido como Magnus Descalzo, que atacó a las fuerzas normandas cerca del extremo oriental del estrecho de Menai. Hugo de Shrewsbury fue asesinado por una flecha que se dijo había disparado el propio Magnus. Los normandos tuvieron que evacuar Anglesey, y al año siguiente Gruffydd regresó de Irlanda para tomar posesión otra vez. Hugo aparentemente hizo un acuerdo con él y no trató de recuperar estas tierras.

## Matrimonio, muerte y sucesión
Hugo, debido a su gula, engordó tanto que apenas podía caminar, ganándose el apodo de le Gros (el Gordo). También ganó el apodo Lupus (Lobo) por su salvaje ferocidad contra los galeses.
Hugo de Avranches se casó con Ermentrude de Claremont, hija de Hugo I, conde de Clermont-en-Beauvaisis. Hugo y Ermentrude tuvieron al menos siete hijos. La siguiente relación no distingue legítimos e ilegítimos ya que las crónicas no son concluyentes y tampoco mencionan el nombre ni origen de las madres:
- Ricardo de Avranches, conde de Chester, quién murió en el desastre del Barco Blanco de 1120;
- Helga de Chester [de Kevelioc] (c. 1074-1095). Esposa de Siward fitz Dunning (c. 1073-1095), segundo conde de Lathom;
- Tanglust [Tangwystl] de Avranches (c. 1075-?). Esposa de William le Belward ap William, segundo señor de Malpas (c. 1060-1111);
- Maud [Matilda] de Avranches;
- Robert FitzHugh (c. 1099-?), barón de Malpas;
- Hugo (Lupus) II de Avranches;
- Geva de Avranches (c. 1078-1145), casada con el justiciar real Geoffrey Ridel (c. 1075-1120), segundo señor de Witheringe, que murió en el desastre de Barco Blanco de 1120. Geva sobrevivió a su marido y más tarde fundó la casa monástica de Canwell Priory en Staffordshire. Hay dudas acerca de la legitimidad de Geva;
- Mabel de Avranches;
- Ottiwel (Otuel) de Avranches, gobernador y tutor de los hijos de Enrique II, casado con Marguerite, hija de Eudo Dapifer, mayordomo de Guillermo I y Enrique I.  Tuvieron un hijo William. Ottiwel murió en el naufragio del Barco Blanco;
- Oddona de Avranches, esposa de William Peverell el Joven;
- Una hija casada con Guillermo Fitz Norman. De esa rama descendieron los barones de Braybrooke, vizcondes de Doneraile.[8]
- Adam de Avranches (c. 1097-?).

Recibió muchas de las mansiones propiedad de Edwin, último conde sajón de Mercia (fallecido en 1071). Edwin era el nieto de Leofric, conde de Mercia. Leofric había sido titular del título sajón de conde de Chester.
Hugo cayó enfermo y profesó como monje en julio de 1101. Moría cuatro días más tarde y fue enterrado en el cementerio de St. Werburgh. Fue sucedido como conde de Chester por su hijo Ricardo de Avranches, que se casó con Matilda de Blois, nieta de Guillermo el Conquistador. Ambos Ricardo y Matilda murieron en el desastre de Barco Blanco (1120), y Hugo fue sucedido entonces por su sobrino Ranulf le Meschin, conde de Chester, hijo de su hermana Matilde con su marido Ranulfo de Briquessart, vizconde del Bessin. Su sobrino hizo trasladar sus restos a la sala capitular de la abadía de Chester .